# 2017年亞洲冬季運動會
第八屆亞洲冬季運動會，在2017年2月19日至2月26日舉行，於日本札幌及帶廣舉行。這也是札幌第三次舉辦亞冬運，札幌曾於1986年和1990年舉辦了第一屆和第二屆亞冬運。

## 重大變革
- 亞洲奧理會第28屆代表大會於2009年7月3日決議，亞冬運的舉辦時間提前於冬季奥林匹克运动会前一年舉辦。
- 為避免排擠其他亞洲國家參與亞洲冬季運動會的意願，同一國家無法壟斷金銀銅，如果遇到有前三名選手來自同一國家的情況，只能金包銀，銅牌由不同國家選手擇優獲取。
- 本屆如果遇到澳洲、紐西蘭排名三甲，也是一樣由亞洲其他國家選手擇優獲取。

## 申辦過程
第十七屆亞洲運動會的主辦權於2011年1月31日在科威特舉行的亚洲奥林匹克理事会會員大會上表決。 
- 日本札幌

2010年12月，日本札幌表示出對本屆亞洲冬季運動會的興趣，成為唯一一個申辦候選城市。日本札幌市政府表示，該市已初步決定申辦2017年第八屆冬季亞運會。2011年1月31日在哈薩克阿斯塔納舉行的亞奧理事會執委會第57次會議上宣布日本札幌成為2017年第八屆亞洲冬季運動會的舉辦地。

### 形象大使[3]
- 清水宏保（Hiroyasu Shimizu）
- 淺田舞（Mai Asada）
- SNOW MIKU（HATSUNE MIKU）

## 項目
括號中的數字為該項目的金牌數。
奧運項目雪车的兩個項目、雪橇、钢架雪车和北歐混合式滑雪在此屆亞冬運沒有舉辦。
- 高山滑雪（詳細）（4）
- 冬季兩項（詳細）（7）
- 越野滑雪（詳細）（10）
- 冰壺（詳細）（2）
- 花式滑冰（詳細）（4）
- 自由式滑雪（詳細）（4）
- 冰球（詳細）（2）
- 短道競速滑冰（詳細）（8）
- 跳台滑雪（詳細）（3）
- 單板滑雪（詳細）（6）
- 競速滑冰（詳細）（14）

### 參與國家及地區
共有32個國家參賽（包括2個受邀國家）。
印尼、斯里蘭卡、東帝汶、土庫曼和越南將首次參賽。另有3個國家計畫參賽：阿富汗（沒有在截止日期前提出申請）、柬埔寨和伊拉克（因為非國際滑冰聯盟會員國，參賽申請被拒絕）。而巴林則於比賽前宣佈退賽。
由於科威特政府干預國內奧林匹克運動，國際奧委會對科威特奧委會全球禁賽，科威特運動員以個人名義參加本屆冬季賽事，升五環旗、奏奧林匹克會歌奧林匹克頌。科威特运动员还以个人名义参加2010年广州亚运会、2011年亚洲冬季运动会。
2016年9月宣布邀請大洋洲運動員參賽。大洋洲國家的運動員是單獨列出，不是為官方參賽者，是特邀嘉賓（因此不會頒發獎牌，但成績可決定次年平昌冬奧的參賽資格）。
- 巴林（退賽）
- 中国（236）
- 中国香港（50）
- 印度（41）
- 印度尼西亚（38）
- 伊朗（52）
- 日本（230）
- 约旦（2）
- （185）[10]
- （49）
- 独立奥林匹克运动员（21）
- 黎巴嫩（13）[11]
- 中国澳门（30）
- 马来西亚（55）[12]
- 蒙古（89）
- 尼泊尔（7）
- 巴基斯坦（16）[13]
- 菲律宾（46）[14]
- 朝鲜（14）
- （56）
- 新加坡（39）[15]
- 韩国（227）[16]
- 斯里兰卡（5）[17]
- 中华台北（63）
- （4）[18]
- 泰国（84）[19]
- 东帝汶（2）[7]
- （30）
- （4）
- 阿拉伯联合酋长国（37）
- 越南（11）[20]

大洋洲
- （30）[9]
- 新西兰（5）

## 奖牌榜
主辦國
| 排名 | 国家／地区  | 金牌 | 银牌 | 铜牌 | 總數 |
| ---- | ----------- | ---- | ---- | ---- | ---- |
| 1    | 日本（JPN） | 27   | 21   | 26   | 74   |
| 2    | 韩国（KOR） | 16   | 18   | 16   | 50   |
| 3    | 中国（CHN） | 12   | 14   | 9    | 35   |
| 4    | （KAZ）     | 9    | 11   | 12   | 32   |
| 5    | 朝鲜（PRK） | 0    | 0    | 1    | 1    |
| 總計 | 總計        | 64   | 64   | 64   | 192  |

## 赛程表
尽管运动会于19日开幕，但部分比赛会于开幕式前一天举行。以下是本赛事的赛程表。
| OC | 开幕典礼 | ● | 比赛 | 1 | 决赛 | CC | 闭幕典礼 |

| 2月          | 2月          | 18日 （六） | 19日 （日） | 20日 （一） | 21日 （二） | 22日 （三） | 23日 （四） | 24日 （五） | 25日 （六） | 26日 （日） | 项目 |
| ------------ | ------------ | ----------- | ----------- | ----------- | ----------- | ----------- | ----------- | ----------- | ----------- | ----------- | ---- |
| 典礼         | 典礼         |             | OC          |             |             |             |             |             |             | CC          |      |
| 高山滑雪     | 高山滑雪     |             |             |             |             | 1           | 1           | 1           | 1           |             | 4    |
| 冬季兩項     | 冬季兩項     |             |             |             |             |             | 2           | 2           | 1           | 2           | 7    |
| 越野滑雪     | 越野滑雪     |             |             | 2           | 2           |             | 2           | 2           |             | 2           | 10   |
| 冰壺         | 冰壺         | ●           | ●           | ●           | ●           | ●           | ●           | 2           |             |             | 2    |
| 花式滑冰     | 花式滑冰     |             |             |             |             |             | ●           | 1           | 2           | 1           | 4    |
| 自由式滑雪   | 自由式滑雪   |             |             |             |             |             |             | 2           |             | 2           | 4    |
| 冰球         | 冰球         | ●           |             | ●           | ●           | ●           | ●           | ●           | 1           | 1           | 2    |
| 短道競速滑冰 | 短道競速滑冰 |             |             | 2           | 2           | 4           |             |             |             |             | 8    |
| 跳台滑雪     | 跳台滑雪     |             |             |             | 1           |             |             | 1           | 1           |             | 3    |
| 單板滑雪     | 單板滑雪     |             | 2           | 2           |             |             |             |             | 2           |             | 6    |
| 競速滑冰     | 競速滑冰     |             |             | 4           | 4           | 3           | 3           |             |             |             | 14   |
| 项目总数     | 项目总数     |             | 2           | 10          | 9           | 8           | 8           | 11          | 8           | 8           | 64   |
| 累积项目总数 | 累积项目总数 |             | 2           | 12          | 21          | 29          | 37          | 48          | 56          | 64          |      |
| 2月          | 2月          | 18日 （六） | 19日 （日） | 20日 （一） | 21日 （二） | 22日 （三） | 23日 （四） | 24日 （五） | 25日 （六） | 26日 （日） | 项目 |

## 賽事焦點
這屆閉幕時由於無法決定下一屆的主辦國（在2017年阿什哈巴特選出），因此會旗會交還亞奧理事會。
中國的瀋陽和北京是下屆主辦的候選。最終由哈爾濱承辦。

## 相關問題

### APA酒店
2017年1月15日，有两名在日本东京结伴旅行的纽约大学学生（一名为美国籍白人，另一名为中国籍）發現APA酒店客房放置的《理论近现代史学II》一书中存在否认南京大屠杀及慰安婦的内容，该书由APA集团代表元谷外志雄以藤诚志名义写成，书籍亦在前台出售，两名大学生制作视频后发布到视频网站Bilibili和YouTube。视频发布后引发外界关注。
由于该酒店正是2017年亞洲冬季運動會组委会指定的官方酒店之一，组委会已要求札幌APA酒店撤下相关书籍。NHK随后作出相同报道，却遭组委会抗议，后者声明并未提出具体撤书的要求，只是希望为选手提供可以愉快比赛的环境，对《环球时报》记者也称暂时不打算作出撤书要求。当事酒店则称需要收到组委会正式要求后再作应对，目前不考虑撤下，但可能“根据客户要求，将书籍交由前台保管”。2月1日，酒店在其官方网站发表声明称，因收到冬运会主办方的建议，在冬运会期间，“将从房间移除材料，保存在酒店内”。最终，组委会应中国奥委会和大韩体育会的要求，安排中国和韩国代表团入住札幌王子酒店。

### 比賽調度及項目不夠
部分项目比赛时间与世界锦标赛时间冲突，包括直到2月19日运动会开幕日才结束的瑞士圣莫里茨2017年世界高山滑雪錦標賽。有鉴于此，黎巴嫩决定不派出最好的队伍。芬兰拉赫蒂2017年北欧滑雪世界锦标赛同样于运动会期间的2月22日到3月5日举行，导致伊朗不派出他们的跨国滑雪队。此外，比賽门票销售低迷以及比賽沒有完全追隨冬季奧林匹克運動會項目（64個項目，但次年冬季奧運102項目）也是许多运动员转而关注各自项目世锦赛的原因，也使獎牌榜幾乎全被4個國家佔去。

## 外部連結
- 2017年亞洲冬季運動會